# Velocidade equivalente
Velocidade equivalente (EAS) é a velocidade calibrada (CAS) corrigida para a compressibilidade do ar em um número de Mach não-trivial. Também é a velocidade em relação ao ar no nível do mar na atmosfera padrão internacional na qual a pressão dinâmica é a mesma que a pressão dinâmica na velocidade verdadeira (TAS) e altitude na qual a aeronave está voando. Em voos a baixa velocidade, é a velocidade que seria mostrada por um velocímetro com erro zero. É útil para prever a manobrabilidade da aeronave, cargas aerodinâmicas, estol, etc.

## Cálculo
Velocidade equivalente pode ser calculada do modo a seguir:
{\displaystyle EAS=TAS\times {\sqrt {\frac {\rho }{\rho _{0}}}}}
onde
{\displaystyle \rho \,} é a densidade do ar real.
{\displaystyle \rho _{0}\,} é a densidade no nível do mar padrão (1,225 kg/m3 ou 0,00237 slug/ft3).
EAS é uma função da pressão dinâmica.
{\displaystyle EAS={\sqrt {\frac {2q}{\rho _{0}}}}}
onde
{\displaystyle {q}\,} é a pressão dinâmica {\displaystyle q={\tfrac {1}{2}}\,\rho \,v^{2},}
EAS também pode ser obtida do número de Mach e da pressão estática da aeronave.
{\displaystyle EAS={a_{0}}M{\sqrt {P \over P_{0}}}}
onde
{\displaystyle {a_{0}}\,} é a velocidade do som padrão a 15 °C (661,47 nós)
{\displaystyle M\,} é o número de Mach
{\displaystyle P\,} é a pressão estática
{\displaystyle P_{0}\,} é a pressão no nível do mar padrão (1 013,25 hPa)
Combinando o acima com a expressão para o número de Mach fornece a EAS como uma função da pressão de impacto e da pressão estática (válida para escoamento subsônico):
{\displaystyle EAS={a_{0}}{\sqrt {{5P \over P_{0}}\left[\left({\frac {q_{c}}{P}}+1\right)^{\frac {2}{7}}-1\right]}}}
onde
{\displaystyle {q_{c}}\,} é a pressão de impacto.
No nível do mar padrão, a EAS é igual à velocidade calibrada (CAS) e à velocidade verdadeira (TAS). Em qualquer outra altitude, a EAS pode ser obtida da CAS por meio da correção do erro de compressibilidade.
A fórmula simplificada a seguir permite o cálculo da CAS a partir da EAS:
{\displaystyle CAS={EAS\times \left[1+{\frac {1}{8}}(1-\delta )M^{2}+{\frac {3}{640}}(1-10\delta +9\delta ^{2})M^{4}\right]}}
onde
taxa de pressão: {\displaystyle \delta ={\frac {P}{P_{0}}}}
{\displaystyle CAS\,} e {\displaystyle EAS\,} são velocidades em relação ao ar e podem ser medidas em nós, km/h, mph ou qualquer outra unidade apropriada.
A fórmula acima tem precisão de até 1% até Mach 1,2 e é útil com erro aceitável até Mach 1,5. O termo Mach de 4.ª ordem pode ser negligenciado para velocidades abaixo de Mach 0,85.